# Franco Caracciolo
Franco Caracciolo, né le 29 mars 1920 et mort le 28 septembre 1999, est un chef d'orchestre italien.

## Biographie
Il est né à Bari en 1920. Il étudie le piano et la composition au conservatoire de San Pietro a Majella à Naples, et la direction d'orchestre à l'Accademia di Santa Cecilia à Rome.

## Carrière
Il fait de nombreuses tournées en tant que chef de concert et chef d'opéra, a été le chef principal de l'Orchestre de chambre Alessandro Scarlatti de Naples de 1949 à 1964 et est devenu le chef permanent de l'Orchestre Sinfonica di Milano de la Radiotelevisione Italiana. Son répertoire s'étendait du baroque au contemporain, dont des opéras de Cherubini, Cimarosa, Haydn, Paisiello et Scarlatti, et des œuvres du 20e siècle de Darius Milhaud, Riccardo Malipiero, Nino Rota et de Gino Marinuzzi. Il prend sa retraite en 1987.

## Principaux postes occupés
- 1944-5 : chef d'orchestre de la Amici della Musica SO à Bari.
- 1949-64 : chef de l'orchestre Alessandro Scarlatti de la RAI de Naples.
- De 1964 à 1971 : chef de l'orchestre symphonique de la RAI de Milan.
- 1971-87 : deuxième période comme chef de l'orchestre Alessandro Scarlatti à Naples[1].